# Yamaha XT 1200 Z Super Tenere
Yamaha XT 1200 Z Super Tenere – japoński motocykl typu turystyczne enduro produkowany przez Yamaha od 2010 roku.

## Dane techniczne/Osiągi
Silnik: R2
Pojemność silnika: 1199 cm³
Moc maksymalna: 110 KM/7250 obr./min
Maksymalny moment obrotowy: 114 Nm/6000 obr./min
Prędkość maksymalna: 210 km/h 

Przyspieszenie 0–100 km/h: 3,7 s